# Akacija
To je članek o rodu dreves. Za politično stranko glej Stranka Akacije.
Akacija, tudi trnovo drevo (znanstveno ime Acacia), je rod mimozovk, del družine metuljnic, ki uspeva predvsem na tropskih in subtropskih predelih Avstralije. V širšem pomenu je razširjena tudi v toplejših predelih Afrike, Evrope, južnih delih Azije in Ameriške celine.
Rod akacij je v preteklosti zajemal okoli 1.300 vrst, med katerimi je okoli 960 vrst domačih v Avstraliji. Novejša klasifikacija je vrste razdelila v pet rodov. V rod akacij se je uvrstila večina vrst iz Avstralije ter nekatere iz Azije, Madagaskarja in Pacifiških otočij, nova tipska vrsta pa je A. penninervis. Vrste, ki uspevajo na Ameriški celini, so bile uvrščene v rodova Acaciella in Mariosousa, ostale vrste pa v rodova Senegalia in Vachellia.
Beseda akacia izhaja iz grške besede starogrško ἀκίς: akís, kar pomeni trn. Ime rodu je v 1. stoletju prvi uporabil grški zdravnik Pedanij Dioskurid v delu o zdravilnih učinkovinah Materia medica.

## Splošni opis
Akacije imajo majhne sestavljene liste, ki listnim vejicam dajejo peresast videz. Pri mnogih avstralskih in pacifiških vrstah so sestavljeni listi odsotni, fiziološko vlogo listov pa prevzamejo sploščene listne vejice. Na listnem dnu se lahko nahajajo trni, v resnici pa mnogo avstralskih vrst nima trnov, medtem ko jih ostale vrste navadno imajo. Majhni, pogosto dišeči cvetovi so razporejeni v kroglastih ali valjastih grozdih. Po navadi so rumene, lahko tudi bele barve in imajo številne prašnike, kar jim daje puhast videz.

## Gospodarski pomen
Iz A. senegal, ki uspeva v Senegalu in Sudanu, pridobivajo gumiarabiko, ki se uporablja kot vezivo, lepilo in emulgator v farmacevtski, kemični, papirni, prehranski in tekstilni industriji. Nekatere avstralske vrste, kot so A. dealbata, A. decurrens in A. pycnantha, so pomemben vir taninov oz. čreslovin, ki se uporabljajo za izdelavo zaščitnih premazov za les, strojenje kož v usnjarstvu in v zdravilstvu. Iz A. arabice (Vachellia nilotica), ki uspeva na Bližnjem vzhodu in Indijski podcelini, pridobivajo tako gumiarabiko kot čreslovino. 
Ponekod, predvsem v Avstraliji in Jugovzhodni Aziji, se listi in semena uporabljajo v prehrani. Nekatere vrste avstralskih vrst akacij se lahko prilagodijo na ostro in nestanovitno podnebje v sušnih predelih Afrike, poleg tega pa so semena visoko hranljiva. Nasadi akacij bi tako lahko potencialno pripomogli k odpravi lakote in nedohranjenosti otrok.
Nekatere vrste, predvsem A. baileyana, A. dealbata, A. pycnantha in A. retinodes, so priljubljene kot okrasne rastline na vrtovih in v cvetličnih šopkih. Vrste z ostrimi trni se lahko zasadi kot živo mejo, ki učinkovito varuje bivališče pred vsiljivci. Iz lesa A. melanoxylon, A. homalophylla in A. koa izdelujejo tudi pohištvo.

## Simbolni pomen
V prostozidarstvu akacija simbolizira čistost in vzdržljivost duše, pri pogrebu pa vstajenje in nesmrtnost. V staroegipčanski mitologiji predstavlja akacija drevo življenja, kar npr. opisuje Ozirisov mit. Akacija je bila posvečena božanstvu Atum, pod njo pa so se rodili drugi bogovi. Po drugi strani je v Knjigi mrtvih zapisano, da otroci vodijo pokojne k akaciji. Nekatere teorije razlagajo, da naj bi bil goreči grm, preko katerega se je Bog prikazal Mojzesu, dejansko akacija. Stara zaveza jo sicer omenja pozneje v Drugi Mojzesovi knjigi (Eksodusu), ko Bog naroči Mojzesu, da izdela Skrinjo zaveze in mizo za hlebe obličja iz akacijevega lesa. Kristusova trnova krona naj bi bila prav tako spletena iz njenih vej.